# 马来西亚消防与拯救局
马来西亚消防与拯救局，简称消拯局或Bomba，是马来西亚地方政府发展部下负责消防与灾害防救事务的联邦机构。其马来文简称的来源为葡萄牙语的“救火员”（bombeiros）一词。